# Metoclopramide
La metoclopramide è un farmaco antiemetico (che cioè inibisce il riflesso del vomito) e gastroprocinetico, in quanto stimola e coordina la motilità del tratto superiore dell'apparato digerente. In particolare favorisce lo svuotamento dello stomaco e diminuisce il reflusso dal duodeno nello stomaco e nell'esofago. È comunemente utilizzato dai clinici per trattare la nausea e il vomito, per facilitare lo svuotamento gastrico in pazienti con gastroparesi, e come trattamento per la stasi gastrica spesso associato con l'emicrania. È disponibile in Italia sotto la denominazione commerciale di Plasil.

## Farmacodinamica
Metoclopramide è stata descritta per la prima volta nel 1964 da Louis Justin-Besançon e da Charles Laville.
La molecola si lega ai recettori D1 e D2 della dopamina, agendo come un antagonista. È anche un antagonista del recettore 5-HT3 e un agonista del recettore 5-HT4.
La sua azione antiemetica è dovuta alla sua attività antagonista nei confronti dei recettori D2 nella zona chemorecettoriale trigger (CTZ), nel sistema nervoso centrale.
Questa attività blocca la nausea e il vomito innescati dalla maggior parte degli stimoli. A dosi elevate, la sua azione 5-HT3 antagonista sembra possa ulteriormente contribuire all'effetto antiemetico.

L'attività gastroprocinetica della metoclopramide è mediata dalla sua azione muscarinica, dall'attività antagonista del recettore D2 e dell'attività agonista del recettore 5-HT4. L'effetto gastroprocinetico stesso può ulteriormente contribuire all'azione antiemetica. Metoclopramide aumenta il tono della muscolatura del terzo medio e inferiore dell'esofago e pertanto anche la pressione a livello dello sfintere esofageo inferiore, determinando nel contempo il rilascio del piloro e del bulbo duodenale.

## Farmacocinetica
Metoclopramide dopo somministrazione orale è ben assorbita dal tratto gastrointestinale. Dopo somministrazione di una singola dose di 10 mg i livelli plasmatici di picco sono raggiunti entro circa 1 ora. La biodisponibilità presenta ampie variazioni individuali essendo compresa fra il 35% e il 100%. La somministrazione intramuscolare determina picchi di concentrazione decisamente più elevati, normalmente entro 3 ore dall'iniezione.

Il farmaco ha un ampio volume di distribuzione (in ragione della sua liposolubilità) e si ripartisce rapidamente nei tessuti. L'emivita di distribuzione è compresa tra 5 e 21 minuti dopo somministrazione endovenosa.
Il legame con le proteine plasmatiche è pari a circa il 40%.

Il farmaco viene metabolizzato nel fegato tramite processi di coniugazione.
Una modesta alterazione della funzionalità epatica non sembra comportare evidenti modifiche dei parametri farmacocinetici.
L'eliminazione appare dose-dipendente, e circa l'86% di una singola dose orale viene eliminata con le urine, una quota in forma libera e in parte in forma di metaboliti inattivi (soprattutto N-solfato e N-glicuronato). La quota restante viene eliminata con la bile.
La clearance del farmaco appare decisamente ridotta nei soggetti affetti da insufficienza renale.

## Usi clinici
La metoclopramide viene utilizzata normalmente nel trattamento della nausea, anche quella causata dalla chemioterapia, e quella che si verifica a seguito di interventi chirurgici.  Il farmaco si è dimostrato molto efficace anche nei soggetti con gastroparesi (scarso svuotamento dello stomaco) e malattia da reflusso gastroesofageo.

### Antiemetico
La metoclopramide può essere utilizzata nel trattamento della nausea e del vomito associati a condizioni come l'uremia, la malattie da radiazioni, neoplasie, il parto, alcune infezioni, la cefalea e farmaci che causano nausea e vomito
In alcune condizioni dolorose, come ad esempio l'emicrania, metoclopramide può essere utilizzata in combinazione con il paracetamolo (acetaminofene) oppure in combinazione con aspirina.

### Gastroprocinetico
La metoclopramide aumenta la peristalsi del digiuno e del duodeno, aumenta il tono e l'ampiezza delle contrazioni gastriche, e rilassa lo sfintere piloro e bulbo duodenale. Questi effetti gastroprocinetici rendono il farmaco utile nel trattamento della stasi gastrica (che si instaura, ad esempio, dopo la chirurgia addominale oppure come nella gastroparesi diabetica). Metoclopramide viene anche utilizzata negli studi radiografici gastrointestinali con bario, accelerando il transito attraverso il sistema gastrointestinale, e come aiuto nell'intubazione difficile dell'intestino tenue. Viene anche utilizzata nella malattia da reflusso gastroesofageo (GERD).

### Altre indicazioni
Inibendo l'azione della dopamina, metoclopramide è stata talvolta utilizzata per stimolare l'allattamento. Il farmaco può anche contribuire a tenere sotto controllo un'emicrania, nel contesto di un quadro di allodinia, dove sembra essere più efficace dei triptani.

## Effetti collaterali e indesiderati
Le reazioni avverse più comunemente associate alla terapia con metoclopramide comprendono irrequietezza, sonnolenza, vertigini, stanchezza, e la distonia focale. Meno frequentemente si possono registrare i seguenti effetti indesiderati: ipertensione arteriosa, ipotensione, iperprolattinemia che può condurre a galattorrea,  costipazione, depressione, mal di testa, ed effetti extrapiramidali tra cui le crisi oculogire.
Molto più rare sono alcune gravi reazioni avverse associate alla terapia con metoclopramide: agranulocitosi, tachicardia sopraventricolare, iperaldosteronismo, sindrome neurolettica maligna, acatisia e discinesia tardiva.
Nel caso si verificassero questi effetti collaterali gravi è necessario procedere alla sospensione del trattamento.
In uno studio sperimentale è stato evidenziato che la comparsa di aldosteronismo viene significativamente attenuata se la somministrazione di metoclopramide è preceduta da quella di neostigmina.

Nei pazienti diabetici in trattamento con insulina, l'effetto procinetico di metoclopramide sul transito intestinale postprandiale può comportare una modificazione dei valori di glicemia, in particolare nel senso iperglicemico, e richiedere quindi un aggiustamento del dosaggio di insulina. Sempre nei soggetti diabetici si deve tenere presente che l'impiego di metoclopramide per il trattamento della gastroparesi diabetica può indurre, nel caso di terapia a lungo termine, una tolleranza agli effetti procinetici. In questo caso il farmaco dovrà essere sostituito con domperidone o cisapride.

### Discinesia tardiva
Metoclopramide è probabilmente una delle cause più comuni di disturbi del movimento indotti da farmaci.
Il rischio di sviluppare effetti extrapiramidali è decisamente aumentato nelle persone sotto i 20 anni di età, allorché si utilizzano alte dosi o si esegue un trattamento prolungato.
La discinesia tardiva è uno dei disturbi neurologici, tra i più gravi, che si associano all'assunzione del farmaco. La condizione comporta movimenti del corpo involontari e ripetuti. Frequenti i movimenti delle estremità, lo schiocco della lingua, i movimenti rapidi degli occhi, lo sbattere ripetuto delle palpebre, movimenti alterati delle dita della mano.

La maggior parte delle segnalazioni di discinesia tardiva si verifica in soggetti che ricorrono alla metoclopramide per tempi prolungati (in genere oltre le 12 settimane) oppure a dosaggi elevati.
Il rischio di discinesia tardiva risulta correlata sia al tempo di esposizione al farmaco sia alla dose somministrata, di conseguenza, molte agenzie del farmaco raccomandano che metoclopramide sia utilizzata per il trattamento a breve termine, preferibilmente meno di 3 mesi. Nel 2009 la Food and Drug Administration degli USA ha richiesto a tutti i produttori di metoclopramide di segnalare chiaramente sulle confezioni il rischio di discinesia tardiva con l'uso del farmaco cronico oppure ad alte dosi.
In alcuni pazienti la discinesia tardiva può essere persistente e irreversibile.
Le eventuali reazioni distoniche possono essere trattate con benztropina, difenidramina, triexifenidile o prociclidina.

## Controindicazioni
Il farmaco è controindicato nei pazienti affetti da glaucoma, da feocromocitoma e nei soggetti con precedenti di epilessia.  Non deve essere utilizzato da coloro che sono affetti da malattia di Parkinson e altri disturbi di tipo extrapiramidale, conclamati oppure già in trattamento con sostanze anticolinergiche.
Nei soggetti con sospetta emorragia gastrointestinale, perforazione, ostruzione meccanica deve essere evitato in quanto la stimolazione della motilità intestinale potrebbe rivelarsi estremamente pericolosa.
Metoclopramide non deve essere assunta da pazienti con meno di 16 anni d'età. L'Istituto Superiore di Sanità (ISS) ha stabilito nel marzo 2004, una revisione del rapporto beneficio/rischio sulla base di uno studio multicentrico coordinato dall'istituto stesso. Da questo studio è emerso che la somministrazione di metoclopramide nei bambini comporta un aumento del rischio pari a 3 per tutti i problemi neurologici e pari a 73 per i sintomi extrapiramidali.
Infine il farmaco è controindicato nelle donne gravide (in particolare nel primo trimestre) o che allattano al seno.

## Gravidanza e allattamento
Metoclopramide è stata utilizzata per molti anni in tutte le fasi della gravidanza senza evidenza di danno per la madre o il bambino non ancora nato. Un ampio studio di coorte su bambini nati da donne israeliane che avevano assunto metoclopramide durante la gravidanza, non ha trovato evidenze certe che il farmaco possa aumentare il rischio di malformazioni congenite, basso peso alla nascita, parto pretermine o mortalità perinatale.
In Italia e molti altri paesi l'uso di metoclopramide nel primo trimestre di gravidanza è comunque considerato controindicato. Per un eventuale utilizzo nei trimestri successivi si deve tenere presente che i prodotti antiemetici, in generale, devono essere somministrati a donne gravide soltanto nei casi di particolare gravità, in presenza di sintomatologia conclamata e se si associa un'eventuale malnutrizione o disidratazione. È da proscrivere l'uso preventivo dell'emesi gravidica. La metoclopramide inoltre è escreta nel latte materno, e pertanto se ne dovrebbe evitare la somministrazione durante l'allattamento.

## Interazioni
- Fenotiazine: i farmaci appartenenti a questa classe se co-somministrati con metoclopramide possono determinare aumento dei disturbi extrapiramidali.
- Antidepressivi triciclici e/o MAO-inibitori: un aumentato rischio di disturbi extrapiramidali è stato segnalato anche questi farmaci antidepressivi in cosomministrazione con metoclopramide.
- Ciclosporina: deve essere evitato, se possibile, l'uso contemporaneo dei due farmaci. Metoclopramide infatti aumenta la biodisponibilità della ciclosporina, della quale eventualmente si deve ridurre il dosaggio.
- Cimetidina: deve essere somministrata almeno 2 ore dopo l'assunzione di metoclopramide: quest'ultima infatti interferisce con l'assorbimento della cimetidina.